# کوه کوساتسو-شیرانه
۳۶°۳۷′۱۲″شمالی ۱۳۸°۳۲′۰۶″شرقی / ۳۶٫۶۲۰°شمالی ۱۳۸٫۵۳۵°شرقی
کوه کوساتسو-شیرانه یک کوه آتشفشانی با ارتفاع ۲۱۷۱ متر در استان گونما، شهرستان کوساتسو در ژاپن است. آخرین فوران این کوه سال ۱۹۸۳ بوده‌است.